# Bistum Chengde
Das Bistum Chengde ist eine in der Volksrepublik China gelegene römisch-katholische Diözese mit Sitz in Chengde.

## Geschichte
Das Bistum Chengde wurde am 22. September 2018 durch Papst Franziskus aus Gebietsabtretungen der Bistümer Chifeng und Jinzhou errichtet und dem Erzbistum Peking als Suffraganbistum unterstellt. Zudem wurde Joseph Guo Jincai als Bischof dieser Diözese anerkannt, nachdem er ohne Erlaubnis des Vatikans als Bischof der Volkskirche geweiht worden war.